# Міневанка
Озеро Міневанка (англ. Minnewanka, вимова: [ˌmɪnəˈwɑːŋkə]; «вода духів» мовою стоні) — льодовикове озеро в східній частині Національного парку Банф у Канаді, за близько 5 км на північний схід від містечка Банф. Озеро має довжину 21 км і глибину до 142 метрів, що робить його другим за довжиною озером у гірських парках Канадських Скелястих гір (внаслідок греблі на західному кінці).
Озеро живиться від річки Каскад, що протікає на схід від гори Каскад, і проходить на південь через каньйон Стюарт, де впадає в західний кінець озера. Численні потоки, що стікають з навколишніх гір на південній стороні озера, також поповнюють його.
Аборигенні народи довгий час мешкали в районах навколо озера Міневанка ще 10 000 років тому, згідно з кам'яними знаряддями праці та наконечником списа часів культури Кловіса, виявленим археологами. Район багатий на тваринний світ (водяться лосі, олені, архари, ведмеді), а легка доступність каменів в гірській місцевості була ключовою для створення людиною зброї для полювання.
До західного кінця озера можна дістатися дорогою через озеро Міневанка від Трансканадського шосе. Екскурсії на човні доступні біля парковки. Уздовж північного берега озера проходить туристична та гірськолижна стежка, пролягаючи повз каньйон Стюарт та шість кемпінгів. Гора Ейлмер заввчишки 3162 м — найвища гора в цій зоні парку, розташована за кілька кілометрів на північ від озера.
У 1912 і 1941 роках були побудовані греблі для забезпечення міста гідроенергією. Остання гребля (1941) підняла озеро на 30 метрів, затопивши курортне селище Міневанка Лендінг, яке було там з 1888 року. Через наявність затопленого села, занурених мостових пагорбів та затопленої дамби (1912 року) озеро популярне серед любителів дайвінгу.
Будівництво дамби призвело до мимовільного переселення жителів із району водосховища.

## Галерея
|                                       |
| Озеро Міневанка з вершини гори Каскад |

|                 |
| Озеро Міневанка |

|                 |
| Озеро Міневанка |

|                 |
| Озеро Міневанка |

|                   |
| Озеро двох Джеків |

|                                     |
| Озеро Міневанка та долина річки Боу |

|                        |
| Озеро Міневанка взимку |

|                        |
| Озеро Міневанка взимку |

|                                    |
| Озеро Міневанка в осінньому тумані |

|                |
| Панорама озера |